# St. Gregor VII. (Bad Harzburg)

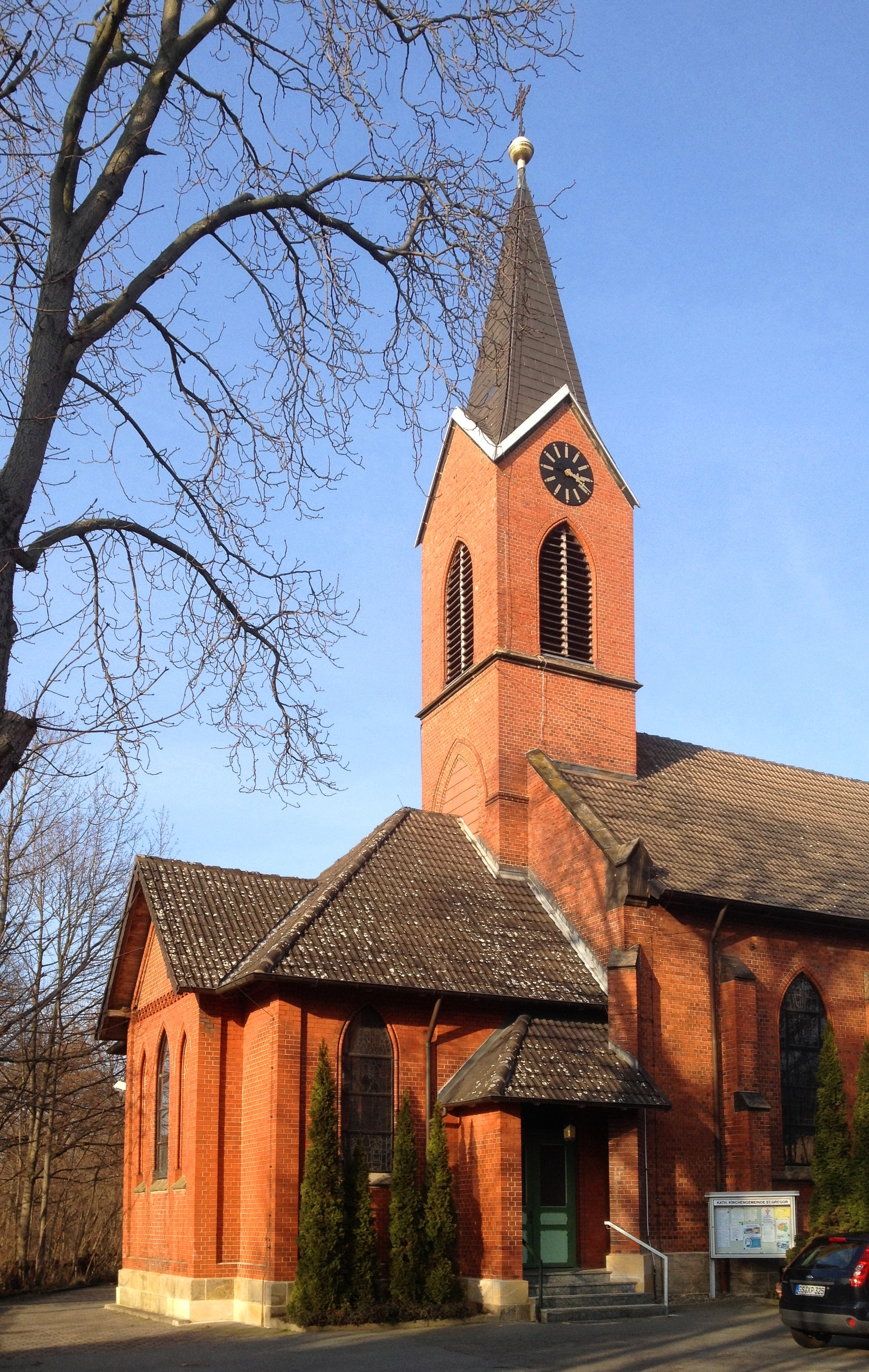
St. Gregor VII., Südwestansicht

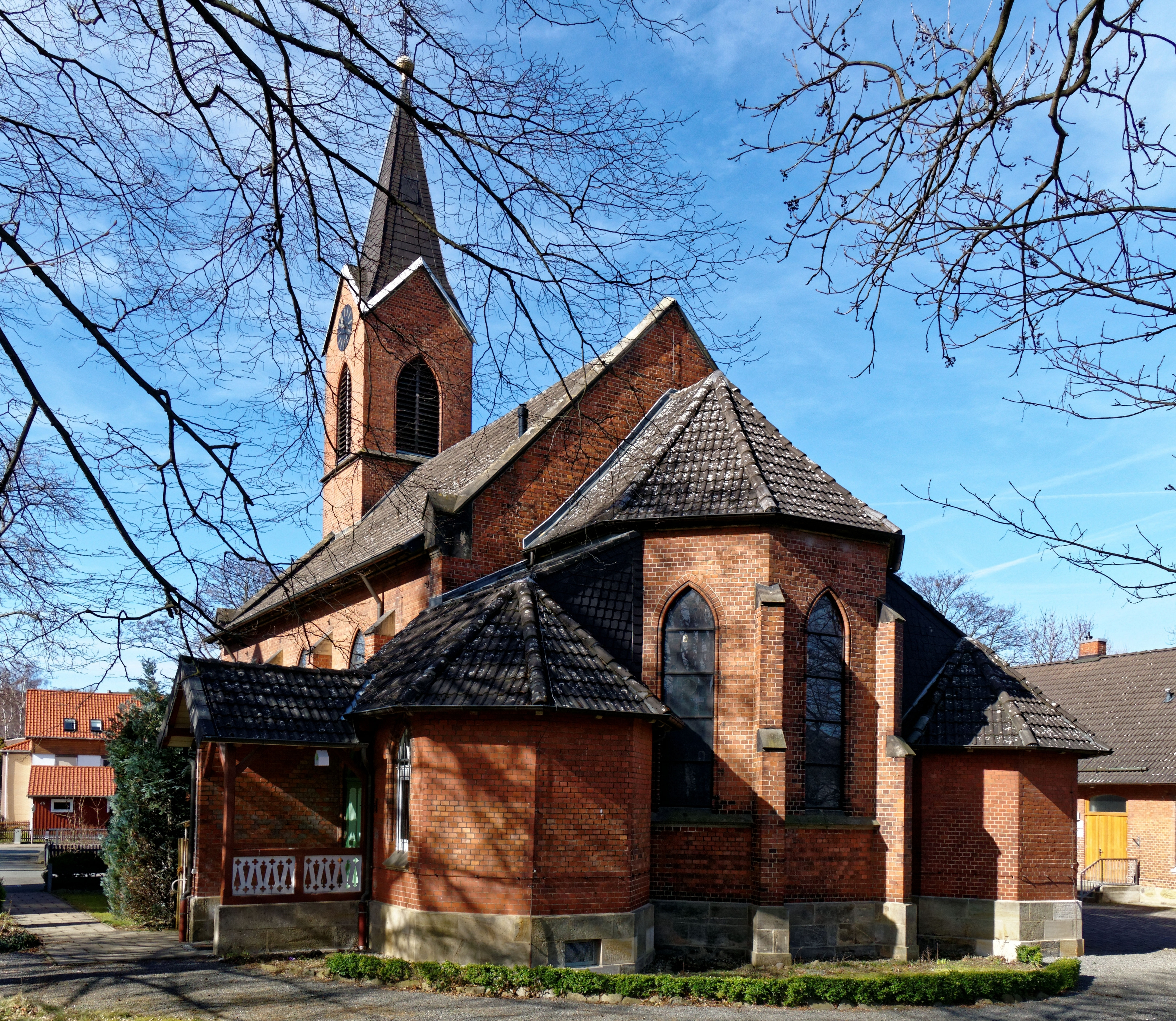
Ostseite

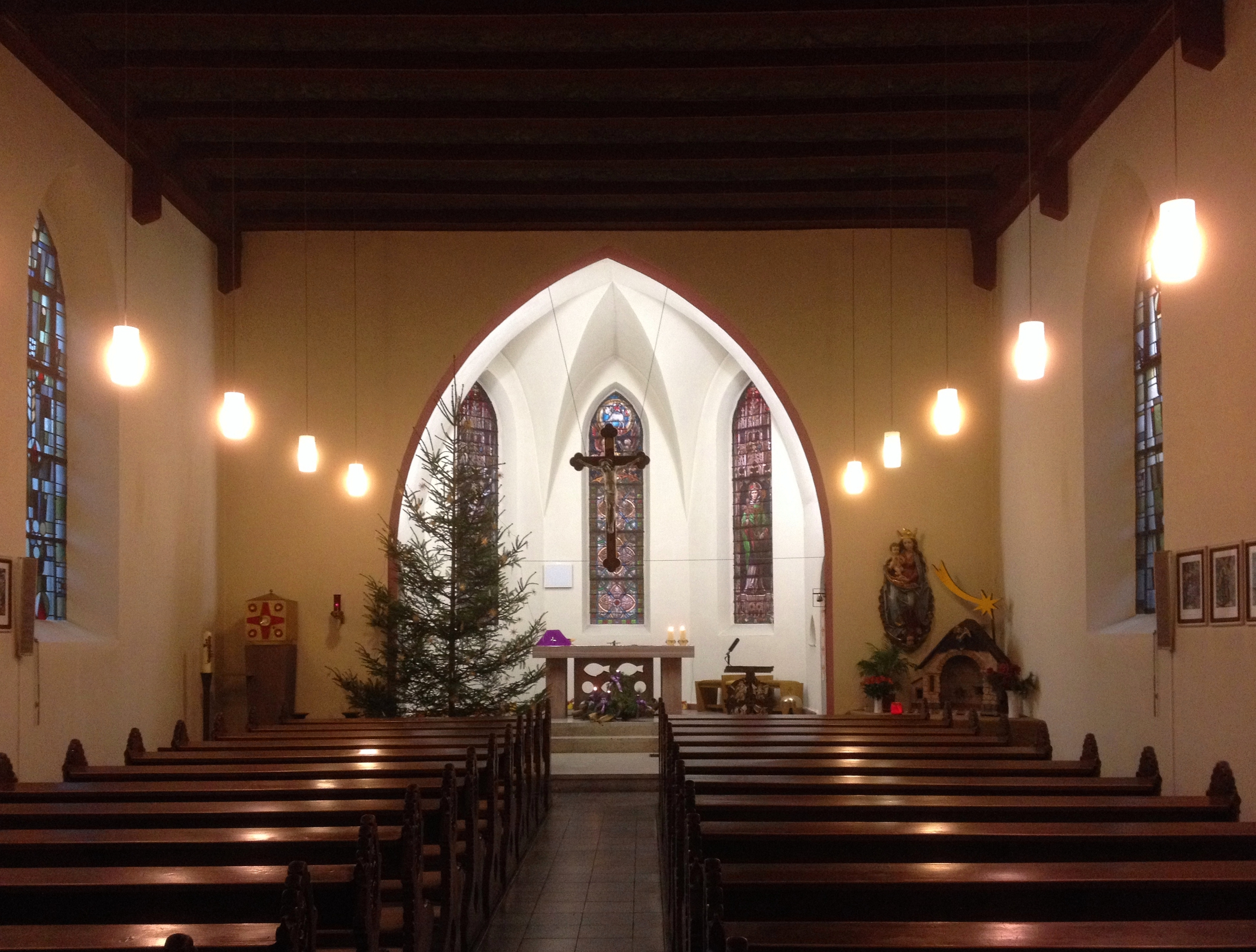
Innenraum

Die Kirche Sankt Gregor VII. ist die katholische Kirche in Bündheim, einem Ortsteil der Stadt Bad Harzburg, im Landkreis Goslar in Niedersachsen. Sie ist eine Filialkirche der Pfarrgemeinde Liebfrauen mit Sitz in Bad Harzburg, im Dekanat Goslar-Salzgitter des Bistums Hildesheim. Die nach dem heiligen Papst Gregor VII. benannte Kirche befindet sich in der Breiten Straße 30 und ist über eine über den Fluss Radau führende Brücke erreichbar.

## Geschichte
Die Entwicklung des Kurbetriebs in Bad Harzburg seit der Mitte des 19. Jahrhunderts führte katholische Kurgäste an den Ort und hatte auch die Ansiedlung katholischer Beschäftigter zur Folge. Da die nächsten katholischen Kirchen in Vienenburg und Goslar waren, entstand der Wunsch nach einer eigenen Kirche. 1876 kaufte die neugegründete Gemeinde das Haus Breite Straße 110 in Schlewecke. Dort wurde am 21. Januar 1877 die erste Heilige Messe gefeiert. Im selben Jahr beginnen die Kirchenbücher. 1879 wurde das Kirchbaugrundstück erworben. Am 12. oder 19. Dezember 1880 erfolgte die Benediktion der neuerbauten Kirche. Ihr Patrozinium erinnert an Papst Gregor VII., einen Zeitgenossen Kaiser Heinrichs IV. Dieser, der Erbauer der nahegelegenen Harzburg, hatte 1077 vor Gregor VII. in Canossa Kirchenbuße getan. Im Bismarckschen Kulturkampf war das Patrozinium damit ein katholisches Gegenstück zur wilhelminisch-protestantischen Canossasäule bei der Harzburgruine.
1899–1900 wurden nach Plänen von Richard Herzig die Eingangshalle westlich des Turms und die Sakristei an der Apsis angebaut.
Im Jahre 1900 wurde die erste Orgel, erbaut von Furtwängler & Hammer, installiert.
Ab 1934 war Christoph Hackethal Pfarrer an der Kirche. Als im Krieg polnische und französische Zwangsarbeiter auch nach Bündheim kamen, missachtete er deren vorgeschriebene Absonderung und äußerte sich privat und im Gottesdienst negativ über den Krieg und das Regime. Am 18. April 1941 wurde er in Bündheim von der Gestapo verhaftet und starb im Jahr darauf in Dachau an den Folgen der Misshandlungen im KZ. Heute erinnern in Bündheim eine nach ihm benannte Straße sowie ein Gedenkort in der Kirche an ihn.
Nachdem sich in Folge des Zweiten Weltkriegs katholische Flüchtlinge und Heimatvertriebene auch im Raum Bad Harzburg niedergelassen hatten, wurde 1956 oder 1961 die Kirchengemeinde Bündheim eingerichtet und am 1. Oktober 1965 zur Pfarrei erhoben.
Seit dem 1. Juli 2007 gehört die Kirche zur Pfarrei Liebfrauen, die Pfarrgemeinde St. Gregor VII. wurde zu diesem Zeitpunkt aufgelöst. Ebenfalls seit dem 1. Juli 2007 gehört die Kirche zum damals neu errichteten Dekanat Goslar–Salzgitter. Zuvor gehörte sie zum Dekanat Goslar, welches zu diesem Zeitpunkt aufgelöst wurde.

## Architektur

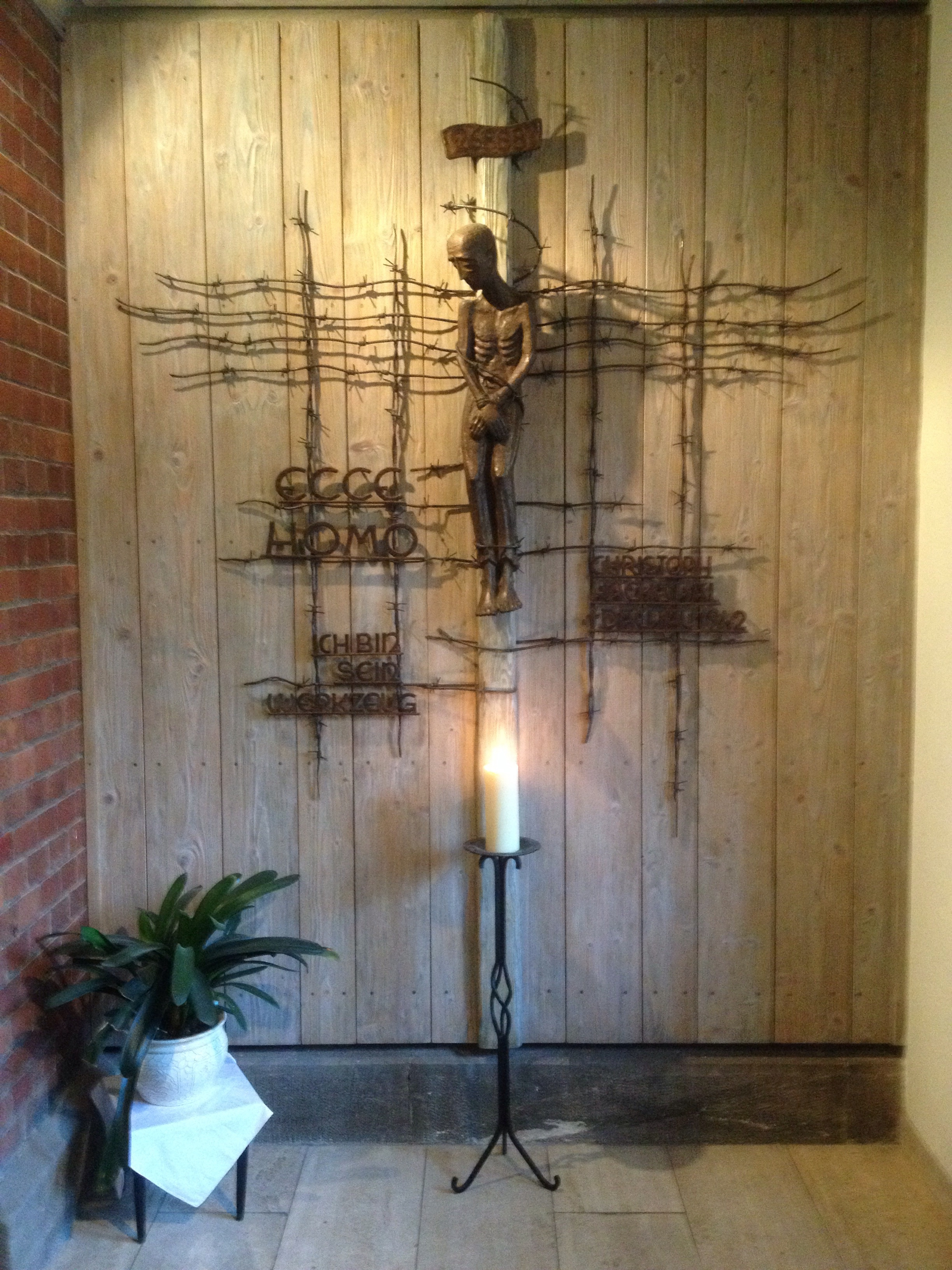
Gedenkort für Christoph Hackethal

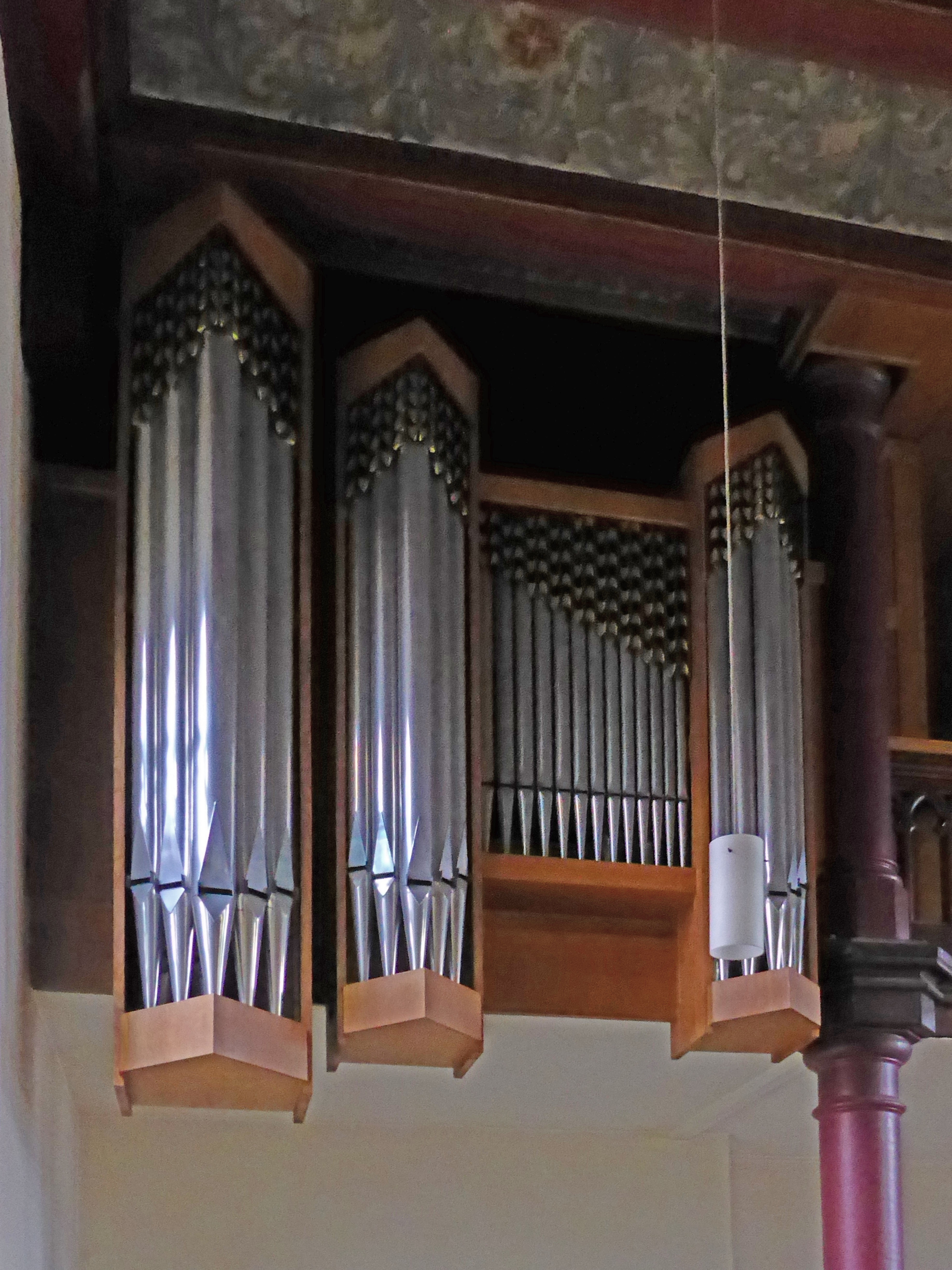
Orgel

Die geostete Saalkirche, nach Plänen des Hildesheimer Architekten Heinrich Sante aus Klinker im Baustil der Neugotik erbaut, befindet sich in rund 221 Meter Höhe über dem Meeresspiegel. Das Langhaus über drei Fensterachsen ist mit einem Satteldach bedeckt. Im Innern wird es von einer Flachdecke abgeschlossen. Die Fünf-Achtel-Apsis wird von den Kappen eines Gewölbes überspannt. Der in das Langhaus eingezogene Kirchturm auf quadratischem Grundriss trägt ein spitzes, achtseitiges Zeltdach, das sich über den vier Giebeln des Turmschaftes erhebt. An den Längsseiten zwischen den Fenstern befinden sich Wandvorlagen, sie deuten zwar auf ein Gewölbe im Langhaus hin, es ist allerdings nicht vorhanden.

## Ausstattung
Das noch aus der Anfangszeit der Kirche stammende Gestühl bietet 96 Sitzplätze. Die drei Bildfenster in der Apsis von 1892 zeigen das Lamm Gottes, flankiert von den Heiligen Gregor I. (nicht Gregor VII.) und Bernward von Hildesheim. Im geräumigen Vorraum der Kirche erinnert seit 1992 eine Gedenkstätte an Christoph Hackethal, auch das bereits 1881 gestiftete Taufbecken befindet sich dort. Vor einer Büste des heiligen Antonius von Padua können Opferkerzen aufgestellt werden. Buntglasfenster zeigen die Taufe Jesu sowie die heilige Elisabeth von Thüringen und den Apostel Johannes. Die heutige Orgel auf der Empore wurde 1982 vom Unternehmen Gebr. Krell aus Duderstadt errichtet und ersetzt das kleinere Vorgängerinstrument. Links und rechts vom Altarraum befinden sich der Tabernakel und eine Marienstatue, an den Seitenwänden 14 Kreuzwegstationen und unter der Orgelempore der Beichtstuhl. Der Ambo ist mit den vier Evangelistensymbolen geschmückt. Im Chorbogen vor dem Altar befindet sich ein Hängekreuz.